# Monts Tenzing

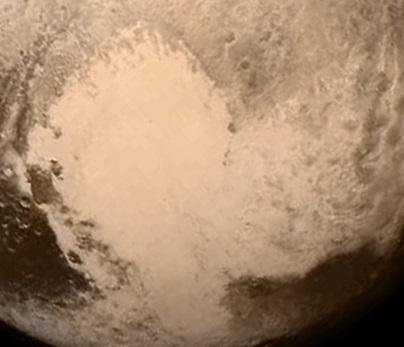
La région Tombaugh, photographiée par la sonde New Horizons. Les monts Norgay se trouvent en bas à gauche.

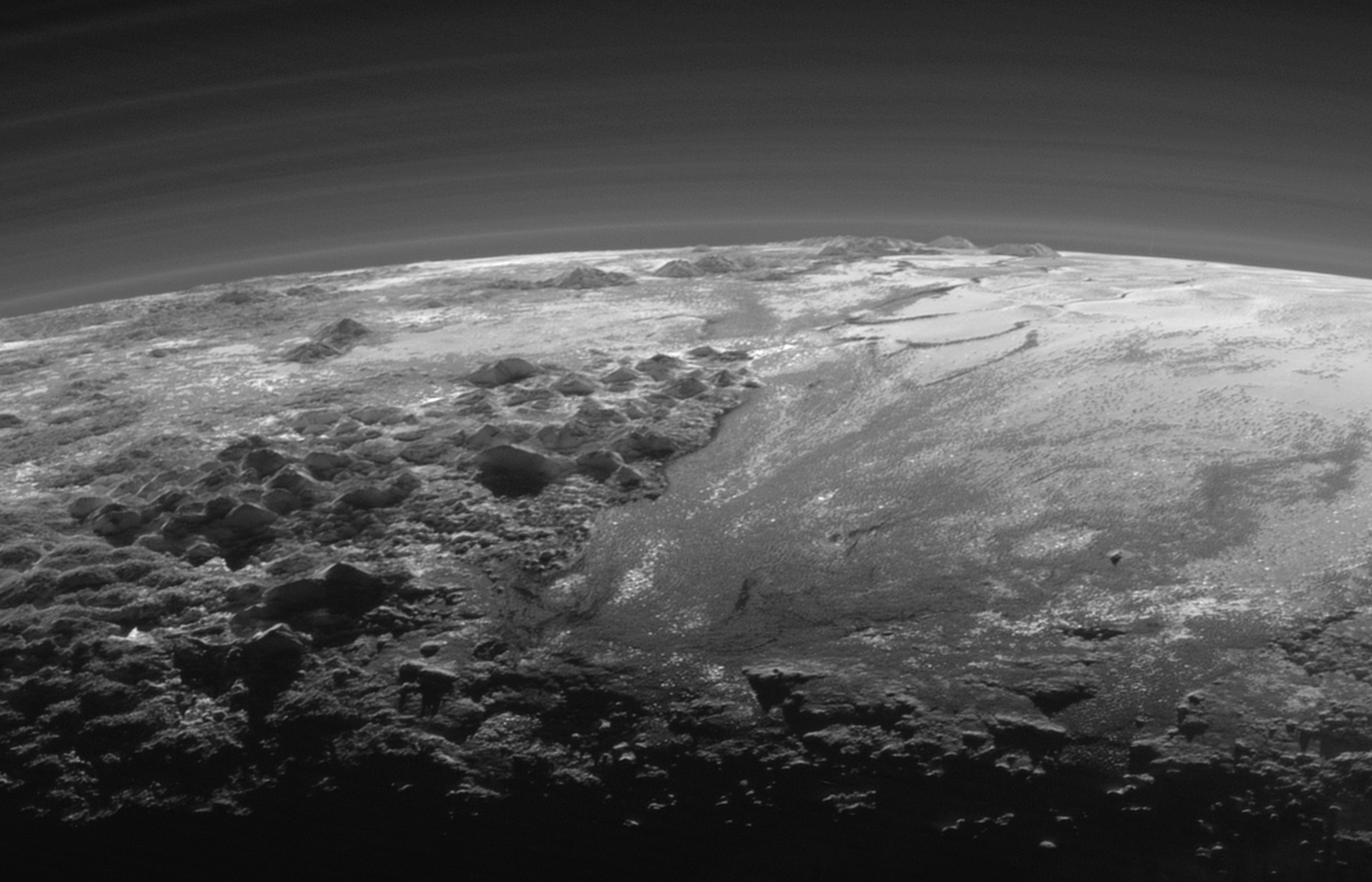
Monts Norgay au premier plan, le 14 juillet 2015. Les monts Hillary sont également visibles sur la ligne d'horizon.

Les monts Tenzing (Tenzing Montes), officieusement nommés à l'origine monts Norgay, (Norgay Montes), sont une chaîne de montagnes située à la surface de Pluton, dans la région Tombaugh, au sud-ouest de la plaine Spoutnik. Ils sont nommés en l'honneur de Tensing Norgay (1914-1986), le guide sherpa qui gravit le mont Everest avec Edmund Hillary.
Le nom de monts Norgay, proposé par l'équipe de New Horizons, n'a pas été validé par l'Union astronomique internationale, mais cette dernière officialise le nom de monts Tenzing le 7 septembre 2017, lequel honore néanmoins Tensing Norgay comme le faisait le nom initialement proposé.